# Jerzy Rola
Jerzy Rola – polski weterynarz, profesor nauk weterynaryjnych.

## Życiorys
W 1984 ukończył studia weterynaryjne w Akademii Rolniczej w Lublinie, w 1994 obronił pracę doktorską pt. Występowanie mutantów opornych na neutralizację przeciwciałami poliklonalnymi w populacji wirusa BHV1 (IBR/IPV), której promotorem był prof. Jan Franciszek Żmudziński, w 2001 habilitował się na podstawie pracy zatytułowanej Diagnostyka i patogeneza zakażenia BHV1 w aspekcie zmienności genetycznej wirusa. W 2008  uzyskał tytuł profesora nauk weterynaryjnych.
Jest profesorem w Państwowym Instytucie Weterynaryjnym – Państwowego Instytutu Badawczego.